# Bertie Auld
Robert "Bertie" Auld (Glasgow, 23 de abril de 1938 – 14 de novembro de 2021) foi um futebolista e treinador de futebol britânico. Foi membro dos Leões de Lisboa do Celtic que ganhou a Liga dos Campeões de 1967. Como jogador, ele fez mais de duzentos jogos na Liga Escocesa, jogando pelo Celtic, Dumbarton e Hibernian, e mais de cem partidas na Football League com o Birmingham City. Ele também jogou três vezes na Seleção Escocesa de Futebol no início de sua carreira. 
Como treinador, ele assumiu o comando do Partick Thistle, Hibernian, Hamilton Academical e Dumbarton. 

## Vida e carreira de jogador
Auld nasceu em Maryhill, Glasgow. Ele assinou com o Celtic em março de 1955, onde ele foi convertido de um lateral para um extremo. No entanto, sua pobre disciplina o impediu de progredir e depois de passar uma temporada em empréstimo no Dumbarton, ele foi vendido para o Birmingham City em 1961 por £15,000. 
Com o clube de Midlands, Auld ganhou uma Copa da Liga em 1963, além de ir para a final da Liga Europa de 1960-61, mas o Birmingham foi derrotado por 4-2 pela AS Roma.
Em 1965, Auld voltou ao Celtic em uma transferência de doze mil libras. Já sem jogar como um extremo, Auld formou uma parceria no meio de campo com Bobby Murdoch. Ele se tornou uma parte integrante do time que conquistou cinco campeonatos nacionais, bem como a Liga dos Campeões em 1967. Auld deixou o Celtic novamente em 1971, desta vez indo para o Hibernian de graça. 
Encerrou sua carreira em 1974.

## Treinador
Começou uma carreira como treinador em 1974, quando assumiu o comando do Partick Thistle, onde ficou por seis temporadas. 
Ele retornou a Edimburgo como gerente do Hibernian em 1980, em uma tentativa de reviver o clube após o seu rebaixamento na temporada 1979-80. Ele conseguiu o retorno, mas foi substituído por Pat Stanton em 1982. 
Também passou um ano no comando do Hamilton Academical antes de retornar para treinar o Partick Thistle em um breve segundo período em 1986. Seu último trabalho foi no Dumbarton.

## Morte
A morte de Auld foi divulgada em 14 de novembro de 2021.

## Títulos
Em novembro de 2009, foi escolhido para fazer parte do Hall da Fama do Futebol Escocês. 

### Jogador
Celtic
- Liga dos Campeões: 1967
- Liga Escocesa: 1965-66, 1966-67, 1967-68, 1968-69, 1969-70
- Copa Escocesa: 1964-65, 1966-67, 1968-69 e 1970-71
- Scottish League Cup: 1965-66, 1966-67, 1967-68, 1968-69 e 1969-70

Birmingham City
- Copa da Liga Inglesa: 1962-63

### Treinador
Partick Thistle
- Primeira Divisão Escocesa: 1975-76

Hibernian
- Scottish First Division: 1980-81